# Asura rhabdota
Asura rhabdota är en fjärilsart som beskrevs av Rothschild 1920. Asura rhabdota ingår i släktet Asura och familjen björnspinnare. Inga underarter finns listade i Catalogue of Life.